# Rondeletia naguensis
Rondeletia naguensis är en måreväxtart som beskrevs av Nathaniel Lord Britton och Percy Wilson. Rondeletia naguensis ingår i släktet Rondeletia och familjen måreväxter. Inga underarter finns listade i Catalogue of Life.